# Rebilus glorious
Rebilus glorious là một loài nhện trong họ Trochanteriidae. Loài này phân bố ở Queensland.